# Prykarpattia-2 Iwano-Frankiwsk
Prykarpattia-2 Iwano-Frankiwsk (ukr. Футбольний клуб «Прикарпаття-2» Івано-Франківськ, Futbolnyj Kłub "Prykarpattia-2" Iwano-Frankiwśk) – ukraiński klub piłkarski z siedzibą w Iwano-Frankiwsku. Był drugim zespołem klubu Prykarpattia Iwano-Frankiwsk. Założony w roku 1999.
W latach 1999–2001 występował w rozgrywkach ukraińskiej Drugiej Ligi. 

## Historia
Klub Prykarpattia-2 Iwano-Frankiwsk został założony w roku 1999 i został zgłoszony do rozgrywek w Drugiej Lidze. W debiutowym sezonie zajął 12 miejsce, ale w następnym sezonie ostatnie 16 miejsce w grupie i został pozbawiony statusu klubu profesjonalnego. Potem przez pewien czas był drużyną rezerw klubu dopóki nie został rozwiązany w 2007.

## Sukcesy
- 12 miejsce w Drugiej Lidze, Grupie A: 1999/00

## Inne
- Czornohora Iwano-Frankiwsk
- Prykarpattia Iwano-Frankiwsk
- Rewera Stanisławów
- Spartak Iwano-Frankiwsk